# 포함 함수
수학에서 포함 함수(包含函數, 영어: inclusion function) 또는 포함 사상(包含寫像, 영어: inclusion map)은 정의역이 공역의 부분 집합이며, 정의역의 모든 원소를 자신으로 대응시키는 함수이다.

## 정의
집합 {\displaystyle X}와 그 부분 집합 {\displaystyle Y\subseteq X}에 대하여, {\displaystyle Y}에서 {\displaystyle X}로 가는 포함 함수 {\displaystyle \iota _{Y,X}}는 다음과 같은 함수이다.
- {\displaystyle \iota _{Y,X}\colon Y\hookrightarrow X}
- 임의의 {\displaystyle y\in Y}에 대하여, {\displaystyle \iota _{Y,X}(y)=y}

즉, 이는 {\displaystyle Y}의 항등 함수의 공역을 {\displaystyle X}로 확대하여 얻는다.

## 성질
모든 포함 함수는 단사 함수이다. 모든 단사 함수는 전단사 함수와 포함 함수의 합성이다.

## 관련 개념

### 포함 함자
범주 {\displaystyle {\mathcal {C}}}와 그 부분 범주 {\displaystyle {\mathcal {D}}}에 대하여, {\displaystyle {\mathcal {D}}}에서 {\displaystyle {\mathcal {C}}}로 가는 포함 함자(包含函子, 영어: inclusion functor) {\displaystyle \iota _{{\mathcal {D}},{\mathcal {C}}}}는 다음과 같은 함자이다.
- {\displaystyle \iota _{{\mathcal {D}},{\mathcal {C}}}\colon {\mathcal {D}}\hookrightarrow {\mathcal {C}}}
- 임의의 대상 {\displaystyle X\in \operatorname {Ob} ({\mathcal {D}})}에 대하여, {\displaystyle \iota _{{\mathcal {D}},{\mathcal {C}}}(X)=X}
- 임의의 대상 {\displaystyle X,Y\in \operatorname {Ob} ({\mathcal {D}})} 및 사상 {\displaystyle f\colon X\to Y}에 대하여, {\displaystyle \iota _{{\mathcal {D}},{\mathcal {C}}}(f)=f}

이는 항상 충실한 함자이며, 충만한 함자일 필요충분조건은 충만한 부분 범주이다.